# Luvsansharavyn Tsend
- | Luvsansharavyn Tsend             | Luvsansharavyn Tsend | Luvsansharavyn Tsend |
| -------------------------------- | -------------------- | -------------------- |
| Plaats uw zelfgemaakte foto hier |                      |                      |
| Persoonlijke informatie          |                      |                      |
| Geboortedatum                    | 11 juli 1940         | 11 juli 1940         |
| Geboorteplaats                   | Bulgan               | Bulgan               |
| Geboorteland                     | Mongolië             | Mongolië             |
| Sportieve informatie             |                      |                      |
| Specialisatie(s)                 | 5000 en 10.000 meter | 5000 en 10.000 meter |
| Actieve jaren                    | 1964 - 1974          | 1964 - 1974          |
| Portaal Schaatsen                |                      |                      |
| Portaal                          | Schaatsen            |                      |

Luvsansharavyn Tsend (Mongools cyrillisch: Лувсаншаравын Цэнд) (Bulgan, 11 juli 1940) is een Mongools voormalig langebaanschaatser. Hij was deelnemer aan drie verschillende Olympische Winterspelen.

## Biografie

### Langebaanschaatsen
De drie Olympische Winterspelen waar Tsend aan deelnam zijn die in 1964 in Innsbruck, vervolgens in 1968 in Grenoble en voor de laatste maal vier jaar later in Sapporo. Zijn beste resultaten op de Olympische Winterspelen behaalde Tsend in Sapporo, toen eindigde hij namelijk als achtentwintigste op de 5000 meter en werd hij vierentwintigste op de dubbele afstand.
Ook nam hij drie keer deel aan het Wereldkampioenschap allround, dit deed Tsend in 1962, 1963 en 1965. Zijn beste resultaat op dit kampioenschap is de negenendertigste plaats in 1963 op de ijsbaan van Karuizawa. In totaal won hij op internationaal niveau drie gouden medailles en ook nog vier keer zilver en drie maal brons, dit zijn allemaal allroundmedailles behaald bij diverse landenwedstrijden. Verder won hij zo'n vijftig medailles bij Mongoolse sportevenementen.
Na zijn actieve carrière als langebaanschaatser werd Tsend actief als coach van de nationale schaatsploeg van Mongolië. Hij was erbij tijdens de Olympische Winterspelen van 1992 in Albertville en verder coachte Tsend de schaatsploeg onder andere bij het Wereldkampioenschap allround van 1988. Tegenwoordig is hij nog steeds betrokken bij de Mongoolse Skating Union als adviseur.

### Hemofilie
Tsend is de eerste persoon afkomstig uit Mongolië waarbij hemofilie gediagnosticeerd is. Deze ziekte werd ontdekt in de Sovjet-Unie, toen hij in 1976, met een open beenwond, in het ziekenhuis kwam te liggen.

## Persoonlijke records
| Afstand      | Tijd    | Datum            | Baan        |
| ------------ | ------- | ---------------- | ----------- |
| 500 meter    | 42,1    | ?? ??? 1971      | Medeo       |
| 1500 meter   | 2.14,9  | 28 februari 1971 | Ulaanbaatar |
| 3000 meter   | 4.42,0  | 26 januari 1970  | Ulaanbaatar |
| 5000 meter   | 7.59,8  | 2 maart 1969     | Ulaanbaatar |
| 10.000 meter | 16.10,2 | 22 maart 1970    | Ulaanbaatar |

## Resultaten
| Jaar      | WK allround          | Olympische Spelen     |
| --------- | -------------------- | --------------------- |
| 1962      | NC47 (46, 41, 47, -) |                       |
| 1963      | NC39 (40, 37, 39, -) |                       |
| 1964      |                      | 30e 5000m 25e 10.000m |
| 1965      | NC40 (39, 39, 38, -) |                       |
| 1966-1967 |                      |                       |
| 1968      |                      | 36e 5000m             |
| 1969-1971 |                      |                       |
| 1972      |                      | 28e 5000m 24e 10.000m |

- = geen deelname
NC# = niet gekwalificeerd voor de laatste afstand, maar wel als # geklasseerd in de eindrangschikking
(#, #, #, #) = afstandspositie op allroundtoernooi (500m, 5000m, 1500m, 10.000m)